# Alfonso Parada
Alfonso Parada Ulloa (Mellid, La Coruña, 1936-Vitoria, 9 de mayo de 1998) fue un suboficial de la guardia civil y víctima mortal de un atentado de la organización terrorista ETA, la penúltima antes de la tregua de 1998.

## Biografía
Natural de la localidad coruñesa de Mellid, donde nació a mediados de la década de 1930. Ingresó en la Guardia Civil que en 1976 le destinó al País Vasco. A finales de la década de 1980, tras participar en un tiroteo contra miembros de ETA pasó a estar amenazado por esta organización. Antes de su jubilación, su último destino fue la unidad de Intervención de Armas de la Comandancia de la Guardia Civil en Vitoria. En el momento de su asesinato, con 62 años de edad, había pasado ya a la reserva activa con el grado de subteniente.
El 8 de mayo de 1998 sufrió un atentado mientras volvía a su casa del barrio vitoriano de Lakua-Arriaga después de haber comprado el pan. Varias personas armadas le abordaron y le dispararon un tiro en la sien. Parada quedó malherido y aunque fue trasladado con vida al hospital de Txagorritxu de Vitoria; su situación era ya prácticamente irreversible. Tras estar medio día en coma falleció la madrugada entre el 8 y el 9 de mayo.

## Repercusión de su asesinato
El asesinato de Parada fue el penúltimo que cometió ETA antes de la tregua de 1998. Su asesinato fue seguido de una manifestación multitudinaria de repulsa en Vitoria que reunió a unas 35.000 personas el día 9 de mayo.
Años más tarde fueron detenidos los tres miembros del comando Basurde de ETA que fueron acusados de haber sido los autores del asesinato. En 1999 fue detenido José María Novoa, que facilitó la huida en coche del comando; Igor Martínez de Osaba, detenido en noviembre de 2000, fue acusado de ser el autor material del disparo que acabó con la vida de Parada. Alicia Sáez de la Cuesta, que supuestamente cubrió a Martínez de Osaba cuando cometió el asesinato, fue detenida algo más tarde, en marzo de 2001. Los tres fueron juzgados por el asesinato de Parada en 2002 y condenados a 29 años de cárcel cada uno por parte de la Audiencia Nacional.
Con posterioridad a la muerte de Parada han sido asesinados por ETA otros cuatro guardias civiles, así como otras dos personas que murieron en un atentado contra una casa cuartel de la Guardia Civil y que no eran miembros de ese cuerpo. En la ciudad de Vitoria se han producido otras 3 víctimas mortales.

## Reconocimientos

### Plaza Alfonso Parada
Dos años después de su asesinato, y una vez acabada la tregua que ETA decretó a los pocos meses de su asesinato, se le realizó un homenaje y la plazoleta sin nombre cercana a dónde fue asesinado fue llamada por el ayuntamiento de Vitoria como Plaza Alfonso Parada.

### Condecoraciones
- Gran Cruz de la Real Orden de Reconocimiento Civil a las Víctimas del Terrorismo.